# Удържимият възход на Артуро Хи
„Удържимият възход на Артуро Хи“ (на немски: Der aufhaltsame Aufstieg des Arturo Ui) е пиеса на германския драматург Бертолт Брехт, написана през 1941 година.
Сюжетът е сатирична алегория на възхода на германския националсоциализъм, представен чрез завземането от измислен чикагски гангстер на бизнеса с карфиол. Текстът е написан от Брехт по време на Втората световна война, докато очаква в Хелзинки да получи американска виза, като намерението му е пиесата да бъде поставена в Съединените щати. Това така и не става и тя е поставена за пръв път едва през 1958 година в Щутгарт.
В България пиесата е поставена през 1961 година в Сатиричния театър в превод на Димитър Стоевски и под режисурата на Боян Дановски и Методи Андонов.